# Браннік (організація)

Емблема організації Браннік.

Браннік  ( болг . Бранник ) — «Браннік» була болгарською профашистською молодіжною організацією під час Другої світової війни. Ініціатива щодо створення цієї організації виникла від тодішнього прем’єр-міністра професора Богдана Фільова на XXV Національних Зборах Молоді 29 грудня 1940 року. За версією нацистської Гітлерюгенд, організацію було створено. Її девіз звучав як "Борис, Болгарія, Бог!" На мундирах та знаменах учасників була розміщена літера "В". «Браннік» тісно співпрацювала з болгарською владою та царем Борисом III.
Організація «Браннік» була організована на трьох рівнях вікових груп: для дітей від 10 до 14 років, для молодшої молоді від 14 до 16 років і для старшої молоді від 16 до 21 року. Молодь об'єднувалася в дружини (хлопці) та вінки (дівчата), а над ними стояли роти, які складалися з 40-50 осіб.
З квітня 1941 року, коли частину території Югославії окупувала болгарська армія, до складу "Браніка" були включені представники окупованої Вардарської Македонії. У 1942 році до організації долучилися члени Болгарського Червоного Хреста. "Браннік" став масовим рухом, який охопив близько 450 000 учасників.
9 вересня 1944 року, після того, як Болгарія приєдналася до Антанти, "Браннік" був заборонений і оголошений фашистською організацією. Багато з його членів були засуджені або піддані репресіям в повоєнні роки комуністичною владою.